# 84 (число)
84 (вісімдеся́т чоти́ри) — натуральне число між  83 та  85.

## У математиці
- 7-е  тетраедричне число
- Сума квадратів перших чотирьох непарних чисел (84 = 12 + 32 + 52 + 72)
- 84 ділиться на 1; 2; 3; 4; 6; 7; 12; 14; 21; 28; 42

## У науці
- Атомний номер  полонію

## В інших областях
- 84 рік; 84 рік до н. е.., 1984 рік
- ASCII-код символу «T»
- 84 — Код ГИБДД-ДАІ  Красноярського краю.